# Аштілеу
Аштілеу (рум. Aștileu) — село у повіті Біхор в Румунії. Адміністративний центр комуни Аштілеу.
Село розташоване на відстані 406 км на північний захід від Бухареста, 36 км на схід від Ораді, 95 км на захід від Клуж-Напоки.

## Населення
За даними перепису населення 2002 року у селі проживали 1528 осіб.
Національний склад населення села:
| Національність | Кількість осіб | Відсоток |
| -------------- | -------------- | -------- |
| румуни         | 1278           | 83,6%    |
| словаки        | 165            | 10,8%    |
| угорці         | 55             | 3,6%     |
| цигани         | 25             | 1,6%     |

Рідною мовою назвали:
| Мова      | Кількість осіб | Відсоток |
| --------- | -------------- | -------- |
| румунська | 1326           | 86,8%    |
| словацька | 157            | 10,3%    |
| угорська  | 41             | 2,7%     |